# Hoplocephalus bungaroides
Espèce
Synonymes
- Naja bungaroides Schlegel, 1837
- Alecto variegata Duméril, Bibron & Duméril, 1854

Statut de conservation UICN

 VU B1+2c : Vulnérable
Statut CITES
Hoplocephalus bungaroides est une espèce de serpents de la famille des Elapidae.

## Répartition
Cette espèce est endémique de Nouvelle-Galles du Sud en Australie. Elle se rencontre dans un rayon de 200 km autour de Sydney.

## Habitat
Son habitat dépend de la température, de l'âge, du sexe et du statut de reproducteur. Pendant les mois les plus froids, les adultes et les jeunes résident dans les anfractuosités des rochers en grès sur les bords des falaises exposées à la chaleur du soleil. Lorsque la température s'élève, les mâles adultes mais pas les femelles reproductrices se déplacent en forêt, vivant dans les arbres creux de la zone environnante. Les jeunes et les femelles gravides restent dans les rochers mais dans les zones ombragées plus fraiches.
Leur habitat a été dégradé par l'urbanisation et l'enlèvement illégal des grès récupérés à des fins d'aménagement paysager. Leur suppression a conduit à une perte d'habitat pour les serpents et leurs proies.

## Description
C'est un serpent venimeux de taille moyenne. Selon l'âge et l'habitat, les adultes qui ont une longueur moyenne de 600 mm, peuvent atteindre une taille de 900 mm, les femelles étant un peu plus grandes que les mâles. Ils sont noirs avec de nombreuses marques irrégulières jaunes disposées en étroites bandes croisées.

## Alimentation
Il se met en chasse le soir et se nourrit -rarement- de petits reptiles et de mammifères. Des serpents en captivité sont en mesure de vivre normalement lorsqu'ils sont nourris avec un à deux rats par mois. Dans un cas documenté, un serpent a survécu à une période de douze mois de jeûne.
Les juvéniles se nourrissent essentiellement de geckos (Oedura lesueurii) et occasionnellement de petits scinques. Les adultes se nourrissent de serpents, de geckos mais aussi de lézards, de  petits serpents et de souris.

## Reproduction
Les mâles atteignent leur maturité sexuelle à cinq ans, tandis que les femelles en exigent six. L'accouplement a lieu de l'automne au printemps et les femelles matures donnent une portée tous les deux ans. Contrairement à la plupart de ses homologues venimeux, il est vivipare, donnant naissance à des jeunes vivants. Les naissances ont lieu entre janvier et avril, chaque portée donnant 4 à 12 descendants nés dans des sacs de mucus. Les ovocytes non fécondés et les petits mort-nés sont fréquents.

## Venin
C'est un serpent venimeux. Il peut être mortel pour l'homme.

## Protection
Autrefois communément trouvé dans les quartiers de Sydney, il est actuellement considéré comme une espèce menacée en Nouvelle-Galles du Sud. La baisse de sa population est le résultat de la perte de son habitat par l'urbanisation et l'enlèvement des roches de son milieu de vie pour l'aménagement paysager.
Il est inscrit comme espèce vulnérable dans la loi fédérale australienne.

## Publications originales
- Schlegel, 1837 : Essai sur la physionomie des serpens, La Haye, J. Kips, J. HZ. et W. P. van Stockum, vol. 1 (texte intégral).
- Schlegel, 1837 : Essai sur la physionomie des serpens, La Haye, J. Kips, J. HZ. et W. P. van Stockum, vol. 2 (texte intégral).